# 魯努崗維赫羅國家公園
6°23′N 81°14′E / 6.383°N 81.233°E

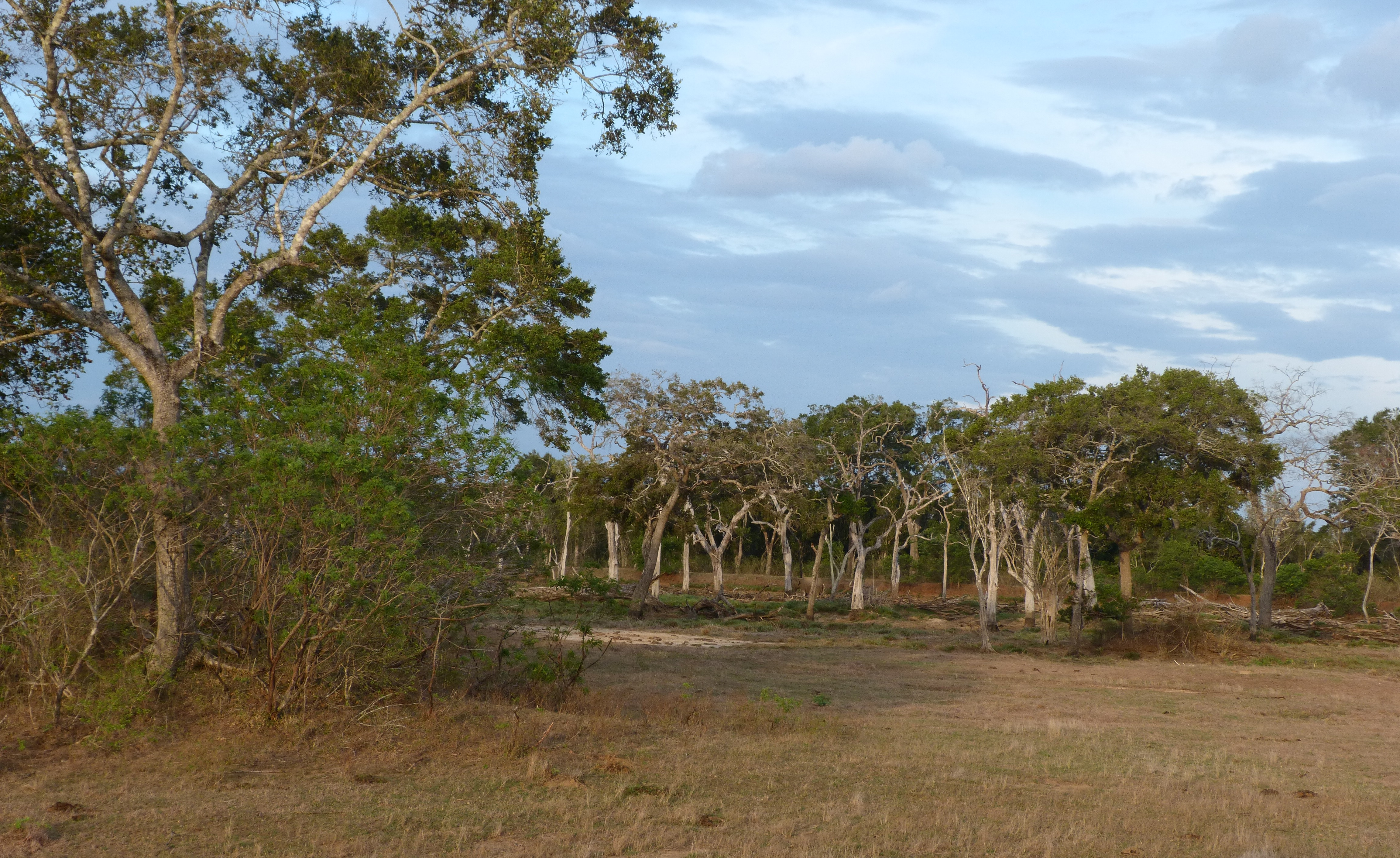

魯努崗維赫羅國家公園是斯里蘭卡的國家公園，位於該國南部，橫跨烏沃省和南部省，成立於1995年12月8日，面積235平方公里，有21種魚類、12種兩棲類、183種鳥類和43種哺乳類動物棲息。